# Ana Alicia
Ana Alicia, de son vrai nom Alicia Ortiz, est une actrice mexico-américaine née le 12 décembre 1956 à Mexico (Mexique).

## Biographie
Elle a été élevée par ses parents à El Paso, au Texas. Elle a fait ses études au Wellesley College, à l'université du Texas à El Paso et à l'université Southwestern Elle est connue pour son rôle d'ennemi suprême de Jane Wyman et de première femme de Lorenzo Lamas, celui de Mélissa Agretti, dans le feuilleton télévisé Falcon Crest. Elle interpréta ce rôle pendant sept ans, de 1982 à 1989.

## Filmographie

### Cinéma
- 1981 : Halloween 2 (Halloween II) : Janet Marshall
- 1989 : Romero, le sang de l'archevêque (Romero) : Arista Zelada
- 1994 : To Die, to Sleep : Kathy's Mother (voix)

### Télévision
- 1978 : The Next Step Beyond (série télévisée) : Angela Mendoza
- 1978 : Ryan's Hope (série télévisée) : Alicia Nieves
- 1979 : The Hardy Boys/Nancy Drew Mysteries (série télévisée) : Suzanne Clifford
- 1979 : Galactica (Battlestar Galactica) (série télévisée) : Aurora
- 1979 : The Sacketts (télévision) : Drusilla Alvarado
- 1979 : Buck Rogers au XXVe siècle (Buck Rogers in the 25th Century) (série télévisée) : Falina Redding
- 1979 : The Misadventures of Sheriff Lobo (série télévisée) : Millie Rogers
- 1980 : Galactica 1980 (série télévisée) : Gloria Alonzo
- 1980 : Quincy (Quincy M.E.) (série télévisée) : Nurse Nancy Berger
- 1980 : Roughnecks (télévision) : Yolanda Suarez
- 1980 : Condominium (télévision) : Thelma Messenkott
- 1981 : B.J. and the Bear (série télévisée) : Dolores
- 1981 : Coward of the County (télévision) : Violet
- 1981 : The Ordeal of Bill Carney (télévision) : Lisa Saldonna
- 1982 : La Loi selon McClain (McClain's Law) (série télévisée)
- 1983 : Happy Endings (télévision) : Veronica
- 1984 : La croisière s'amuse (The Love Boat) (série télévisée)
- 1985 : Hôtel (Hotel) (série télévisée) : Mary Ellen Carson
- 1988 : Clair de lune (Moonlighting) (série télévisée) : Mary Erin-Gates
- 1989 : Falcon Crest (feuilleton TV) : Melissa Gioberti
- 1990 : Panique en plein ciel (Miracle Landing) (télévision) : Michelle Honda
- 1991 : Corky, un adolescent pas comme les autres (Life Goes On) (série télévisée) : Shanna Grey
- 1993 : Rio Shannon (télévision) : Dolores Santillan
- 1994 : Arabesque (Murder, She Wrote) (série télévisée) : Sgt. Hilda Dupont
- 1994 : Agence Acapulco (Acapulco H.E.A.T.) (série télévisée) : Linda Davidson
- 1994 : Le Rebelle (Renegade) (série télévisée) : Angela Baptista
- 1997 : Happily Ever After: Fairy Tales for Every Child (série télévisée) : Businessman's Daughter
- 2015 : Frontera Roja (série télévisée) : Soila

## Voix françaises
- Dorothée Jemma dans Falcon Crest (1988)